# Sogatodes eupompe
Sogatodes eupompe är en insektsart som först beskrevs av George Willis Kirkaldy 1907.  Sogatodes eupompe ingår i släktet Sogatodes och familjen sporrstritar. Inga underarter finns listade i Catalogue of Life.